# Vladislav Akimenko
Vladislav Ivanovich Akimenko in russo Владислав Іванович Акименко? (Kiev, 9 marzo 1953) è un ex velista sovietico, dal 1992 ucraino, vincitore della medaglia d'argento nella classe Tempest a Montréal 1976 insieme a Valentin Mankin.

## Palmarès
- Giochi olimpici

Montréal 1976: argento nella classe Tempest.